# Ethel Rojo

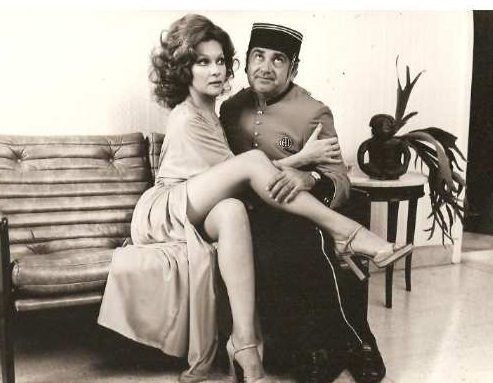
Ethel Rojo

Ethel Rojo (eigentlich Ethel Inés Rojo Castro; * 23. Dezember 1937 in Santiago del Estero; † 24. Juni 2012 in Buenos Aires) war eine argentinische Schauspielerin.

## Leben
Rojo beschäftigte sich schon früh mit Tanz und nahm etliche Kurse. Nach ihrem Schulabschluss und dem Gewinn einiger regionaler Schönheitswettbewerbe zog sie 1954 nach Buenos Aires und arbeitete als Tänzerin im „Maipo-Theater“. Auch als Fotomodell war sie schnell gefragt. 1955 debütierte sie als Schauspielerin mit einer kleinen Rolle in Pobre, pero honrado von Carlos Rinaldi; außer zwei weiteren Auftritten gelang der Durchbruch nicht.
1959 wurde sie von Manager Mark Bronenberg nach Spanien engagiert, wo sie am „Teatro Cómico“ in Barcelona neben Margarita Padin und Guido May Gorgatti in einem Musical spielte, das auch auf Tournee durch das Land ging. Rojo erhielt daraufhin mehrere Filmangebote und blieb in Europa. Neben ihren Kinoauftritten spielte sie 1961 mit Walter Chiari im Pariser Lido. Bald darauf war sie Gaststar zweier Episoden der Boris Karloff Show in den Vereinigten Staaten, 1962 drehte sie fürs Fernsehen und Filme in Mexiko. Später in diesem Jahr gründete sie, zurück in Spanien, mit Horace Beard eine eigene Theatertruppe und brachte drei Stücke am Teatro Martín in Madrid auf die Bühne. Neben ihrer Bühnentätigkeit war sie immer wieder in Filmen zu sehen
Rojo, die schon 1970 einmal für kurze Zeit in ihr Heimatland gegangen war, kehrte 1973 nach Buenos Aires zurück. Dort brachte sie neben ihrer Schwester Gogó Rojo ihr bekanntestes Werk, El Maipo Super Star, das mit schockierendem Ende überraschte, auf die Bühne. Nunmehr ein großer Star, konnte Rojo mit tänzerischer Eleganz und Schönheit ihre Karriere auf Varietébühnen, im Theater und etlichen Fernsehserien ebenso wie im Kino fortsetzen. 1997 sah sie in einem weiteren großen Erfolg, Pobres angelitas, und in einigen Hauptrollen am „Teatro Astros“. Insgesamt verringerte sie nun ihren Werkausstoß mehr und mehr, blieb aber bis zu ihrem Tode aktiv.
Ethel Rojo war mit Gerardo Gonzalez von 1986 an verheiratet.

## Filmografie (Auswahl)
- 1955: Pobre, pero honrado
- 1964: Höllenfahrt nach Golden City (Fuerte perdido)
- 1964: Minnesota Clay
- 2009: Luisa